# Rearranjo 1,2
Um rearranjo 1,2 ou migração 1,2 ou deslocamento 1,2 ou deslocamento 1,2 de Whitmore  é uma reação orgânica onde um substituinte move-se de um átomo para outro átomo em um composto químico. Em um deslocamento 1,2 o movimento evolve dois átomos adjacents mas movimentos sobre distãncias maiores são possíveis. No exemplo abaixo o substituinte R move-se do átomo de carbono C2 para o C3.
O rearranjo é intramolecular e o composto de partida e o produto de reação são isômeros estruturais. O rearranjo 1,2 pertence a uma grande classe de reações químicas chamadas reações de transposição.